# Klaus Fischer (podnikatel)
Klaus Fischer (* 17. srpna 1950, Freudenstadt) je německý podnikatel, výkonný ředitel a majitel skupiny společností fischerwerke.

## Život
Po ukončení studia na v Technické univerzitě v Kostnici (1971–1975) a získání titulu Dipl.-Ing. FH začal pracovat ve firmě Artur Fischer GmbH & Co. KG svého otce. 1. dubna 1976 byl jmenován technickým ředitelem a 1. ledna 1980 po svém otci převzal funkci generálního ředitele. Po jeho nástupu se společnost začala úspěšně rozvíjet i v mezinárodním měřítku.
Klaus Fischer je ženatý a má dvě děti.
Klaus Fischer získal za svou práci četná čestná ocenění a vyznamenání, je čestným senátorem univerzit ve Vídni a Stuttgartu a nositelem Velkého kříže Řádu spolkové republiky za zásluhy 1. třídy, který mu 4. září 2007 předal prezident Horst Köhler.